# あきづき型護衛艦 (2代)
あきづき型護衛艦（あきづきがたごえいかん、英語: Akizuki-class destroyer）は、海上自衛隊の護衛艦の艦級。汎用護衛艦（DD）の第2世代の発展型として、17中期防に基づき、平成19年度から平成21年度にかけて4隻が建造された。ネームシップの建造単価は750億円であった。原型にあたるむらさめ型（03〜09DD）およびたかなみ型（10〜14DD）、本型の小改正型であるあさひ型（25、26DD）とともに、護衛隊群の基準構成艦となっている。

## 来歴
海上自衛隊では、03中期防より第2世代の汎用護衛艦（DD）の整備に着手した。まず平成3年度から平成9年度にかけて4,400トン型（むらさめ型）9隻を建造したのち、平成10年度からは、船体線図と機関構成は同一のままに装備を強化した4,600トン型（たかなみ型）に移行した。
一方、10DDの建造に着手した当時、技術研究本部では護衛艦向けの各種新装備の開発が最終段階を迎えており、同時多目標処理可能な射撃指揮装置であるFCS-3は平成12年度ごろ、また大出力・低周波のソナーであるOQS-XXは平成15～16年度ごろの制式化が見込まれていた。従って、これらの新装備がたかなみ型の5番艦以降の建造時期と重なることが予想されたことから、これらをどうやってDDに盛り込むかが問題になった。
当初は同型を11隻建造して、むらさめ型（03DD）とあわせて20隻とすることで8艦8機体制の4個護衛隊群の所要を充足したのちに、これらの艦で搭載できなかった新装備（FCS-3やOQS-XXなど）を搭載した第3世代DDを改めて建造することも検討された。しかし最終的には、たかなみ型の建造は平成13年度までの5隻で打ち切られ、DDH・DDGの更新を挟んだのち、同型をもとにこれらの新装備を盛り込んだ5,000トン型に移行することになった。これによって建造されたのが本型である。
なお当初は、5,000トン型は平成18年度より建造に入る予定であったが、年度ごとの要求額の平準化などを考慮して、平成19年度に先送りされた。

## 設計
上記の経緯より、本型の構造は、主要な配置を含めて03/10DDの改良型となっている。計画番号はF130。

### 船体
船型は、第1世代DD以来の、2層の全通甲板を有する乾舷の高い遮浪船型が踏襲された。一方で、本型ではステルス対策が大きく進歩した。主船体および上部構造物の傾斜は、むらさめ型の7度から10度に増している。FCS-3A搭載によって対空レーダーをマスト上に装備する必要がなくなったこともあり、03/10DDでレーダー反射断面積の増大につながることが懸念されていたラティスマストは廃止され、あたご型（14/15DDG）と同構造の小型のステルス・マストが採用された。また、やはりイージス護衛艦のように上部構造物を舷側まで拡大し、その上甲板レベル両舷に艦首尾方向に全通した通路を設けた。ここに扉を設けて舷梯や短魚雷発射管、自走式魚雷デコイ発射機を収容した。計画段階では、防衛省の平成20年度予算案の概要に掲載されていた外観図に見られるように、艦載艇や対艦誘導弾の発射筒などを覆うスクリーンや、甲板上の艤装物を隠すブルワークの設置も検討されていたが、重量やコストの面から断念されたとみられている。
FCS-3Aは、艦橋構造物と後部構造物の上部壁面に前後分散して配置されており、アンテナを装備した機器室は04甲板レベルに設けられている。これにより、アーレイ・バーク級ミサイル駆逐艦のような後部レーダー射界の大幅な制限を受けずに済み、配置面の自由度が高まっている。
なお、ダメージコントロール作業時に使用する酸素呼吸器（OBA）にかえて、空気タンクを用いる自給式呼吸器（SCBA）が採用された。
搭載艇としては、7.9メートル内火艇2隻搭載を廃止し、11メートル作業艇1隻を第1煙突右舷側に、7.5メートル複合型作業艇1隻を第2煙突左舷側に搭載した。

### 機関
従来の第2世代DDでは、一貫して、巡航機はロールス・ロイス スペイSM1C（13,500馬力 (10,100 kW)）(川崎重工業ライセンス生産）、加速機はゼネラル・エレクトリック LM2500（16,500馬力 (12,300 kW)）（IHIライセンス生産）としたCOGAG構成が採用されてきた。しかし本型の計画段階であった2007年11月、本型の機関選定を巡り当時の守屋武昌防衛事務次官が山田洋行に便宜供与を計るため、SM1Cの対抗機種であるGE・アビエーション社のLM2500に有利な取り計らいを行った疑いがあると一部マスコミが報じた。このために同構成の採用継続は断念され、ちょうどSM1Cの出力向上型（16,000馬力 (12,000 kW)）が実用化されたこともあり、同機4基によるCOGAG構成が採用されることとなった。これにより、艦内では主機関が統一された一方、艦隊内での主機関方式の統一は断念され、形態管理上は問題を抱えることとなった。
主発電機は10DDと同様、こんごう型（63DDG）以来の3基構成が踏襲されたが、1基あたりの容量は、10DDの1,500キロワットから2,400キロワットへと大幅に増強されている。その原動機としては、従来用いられてきたM1A型の最新型にあたる川崎重工業M1A-35（2,400キロワット級）が搭載された。なお停泊発電機は廃止されているが、これは陸上給電設備の充実に伴うものとみられている。
機関配置はたかなみ型（10DD）のものをおおむね踏襲しており、被弾時の生残性を高めるため、左舷軸用と右舷軸用の主機関を前後に間隔を置いて配置するシフト配置が採用されている。前部の第1機械室が左舷軸、後部の第2機械室が右舷軸を駆動しており、その間には補機室が設置されている。それぞれの機械室には2基のガスタービン主機と減速機が1組として収容されている。なお上記の通り停泊発電機が廃止されており、これに伴い、10DDと比して補機室の長さは1メートル短縮されている。
なお所要馬力低減のため、海自艦船として初めて艦尾にスターンフラップが採用された。

## 装備

### C4I
本型は、新開発のOYQ-11戦術情報処理装置を中核としたシステム艦として構築されている。
本型の新戦闘指揮システム（Advanced Technology Combat System, ATECS） の中核となるOYQ-11は、ひゅうが型（16/18DDH）のOYQ-10を汎用護衛艦向けにカスタマイズしたものと言える。現代海軍C4Iシステムの標準にあわせて、商用オフザシェルフ化されたAN/UYQ-70ワークステーションによる分散コンピューティング方式を採用しており、AN/UYQ-70と兵器・センサーをローカル・エリア・ネットワークによって連接することで各武器・センサー・サブシステムが構成され、これらのサブシステムはNOYQ-1B統合ネットワークによって連接されている。ATECSは、OYQ-11サブシステム、FCS-3Aサブシステム、電子戦サブシステム、対潜戦サブシステムにより構成されている。
通信手段としては、通常の短波（HF）・超短波（VHF）・極超短波（UHF）の無線機のほか、統合データ・ネットワーク（JDN）や海軍戦術情報システム（NTDS）に参加できるように、リンク 11およびリンク 16に対応している。また衛星通信としては、XバンドのNORA-1C（主としてSUPERBIRD B2衛星通信用）、KuバンドのNORQ-1、民間のインマルサット衛星通信用のNORC-4B、およびアメリカ軍のUHF-SATCOMに接続するためのAN/USC-42衛星通信機が搭載されている。

### 対空戦
上記の経緯より、本型はFCS-3射撃指揮システムを中核とするまったく新しい防空システムを搭載している。
当初構想では、99式空対空誘導弾（AAM-4）と共通の技術を用いたアクティブ・レーダー・ホーミング誘導方式の艦対空ミサイルであるAHRIM（XRIM-4）とFCS-3を組み合わせることで、ごく限定的な艦隊防空能力である僚艦防空能力（Limited Local Area Defense, LLAD）を実現することとされていた。しかし13中期防において、予算などの制約によってAHRIMの開発が見送られることとなり、FCS-3計画の取り扱いについても議論が生じた。結局、13中期防の最終年度で建造されたひゅうが型（16DDH）では、FCS-3に所定の改修（セミアクティブ・レーダー・ホーミング誘導用のイルミネーターを追加）を施したうえでアメリカ製のESSM（発展型シースパロー）と組み合わせて搭載された。
当時、海自DDGにはイージスBMDが導入されつつあったが、特に当時配備されていたこんごう型のイージスBMD 3.6においては対空戦（AAW）機能とミサイル防衛（BMD）機能の両立が難しく、大気圏外にある弾道ミサイルに対処している間は低空域での探知追尾能力が低下する恐れが指摘されていた。このことから、イージスDDGと艦隊行動する汎用護衛艦に低空防御を委託することが構想されるようになり、その対象として選ばれたのが本型であった。
このことから、海上幕僚監部では、多機能レーダーはFCS-3のかわりにAN/SPY-1Dの小型版であるAN/SPY-1F、艦対空ミサイルはESSMのかわりにSM-2に変更することも検討されるようになった。しかしこの構成ではミニ・イージスとなり、「イージス艦は艦隊防空・本型は僚艦防空」という防衛力整備コンセプトから逸脱すること、また特にAN/SPY-1FをFCS-3と比べると、能力的に高いわけではないうえに、技術的に一世代古く将来発展性に欠けることが指摘された。
これらの検討を経て、最終的には、FCS-3をもとに下記のような性能強化策を講じたFCS-3AがESSMと組み合わされて搭載されることになった。
レーダー性能の強化
送受信モジュールの送信系の半導体素子の素材を窒化ガリウムに変更（16DDH搭載機ではヒ化ガリウム）することで、出力強化と広帯域化が図られた。これにより、探知距離は16DDH搭載機と比して2倍近くに延伸されている。
武器管制機能の強化
横過目標（自艦以外の方向に向かって飛翔する目標）を処理できるよう、追尾信号処理や交戦性・射撃計算などの武器管制ソフトウェアに所定のアルゴリズムを追加した。
なお、FCS-3＋AHRIMの当初構想とくらべて、FCS-3A＋ESSMの現行システムのほうが性能的に優れていることから、現在では、「僚艦防空」に対応する英語としては、"Limited"を外して"Local Area Defense"（LAD）と称されている。またESSMの搭載数については、標準的にはMk.41 VLSの8セル分、32発を搭載しているといわれている。
近接防空火器（CIWS）としては高性能20mm機関砲2基が搭載される。本型では当初、除籍艦から再利用された従来型のBlock1Aが搭載されたが、就役後にBlock1B Baseline2への改修が行われている。2基という搭載数は従来のDDと同じだが、格納庫上のCIWSは装備位置を中心線上に改めている。

### 対潜戦
本型では、対潜戦システムも刷新された。従来の第2世代DDでは、ソナーとしては艦首装備式のOQS-5と曳航式のOQR-2を搭載し、OYQ-103対潜情報処理装置（ASWCS）を中核としたシステム構築を行っていた。これに対して、本型では、16DDHを踏襲した統合システム化が行われている。
システム名称はOQQ-22とされている。艦首ドームのシリンドリカル・アレイ（CA）は16DDHのOQQ-21と同等であるが、艦底装備の長大なフランクアレイ（FA）部分は省かれており、その一方でOQR-3曳航ソナー（TASS）が追加された。また魚雷防御システムとも連接されている。信号処理などに用いる標準計算機盤としてはAN/UYQ-70が採用されている。
また、潜水艦の静粛化や対潜戦の浅海域化に対応した新戦術であるバイ・マルチスタティック戦術への対応も想定されているが、本格的な実装は将来装備を待つ必要がある。就役後、平成26年と27年度予算で「あきづき型護衛艦等の対潜能力向上（マルチスタティック）」の名目で、マルチスタティック能力付与のための2隻分の部品調達予算と2隻分の改修工事予算が計上された。
対潜兵器としては、ネームシップでは従来艦と同様、垂直発射式アスロック（VLA）対潜ミサイルを前部上甲板のVLS内に、324mm3連装短魚雷発射管を両舷各1基装備した。ただし短魚雷発射管は、新型の97式魚雷や12式魚雷に対応した水上発射管HOS-303に更新されており、また2番艦以降は、対潜ミサイルも新型の07式垂直発射魚雷投射ロケットに更新された。これに伴う対潜戦システム強化により、2番艦以降は基準排水量にして50トン増加となっている。
この他、魚雷防御システムとしては、10DDで採用された曳航具4型に加え、投射型静止式ジャマー（FAJ、第二煙突前方船体中央部）、自走式デコイ（MOD、右舷短魚雷発射管横）を各1基搭載している。これらの装備はソナーと共に対魚雷防御（TCM）指揮管制装置で一元的に管制される。
竣工後、対潜能力をあさひ型に準ずる近代化改修が逐次行われている。

### 対水上戦

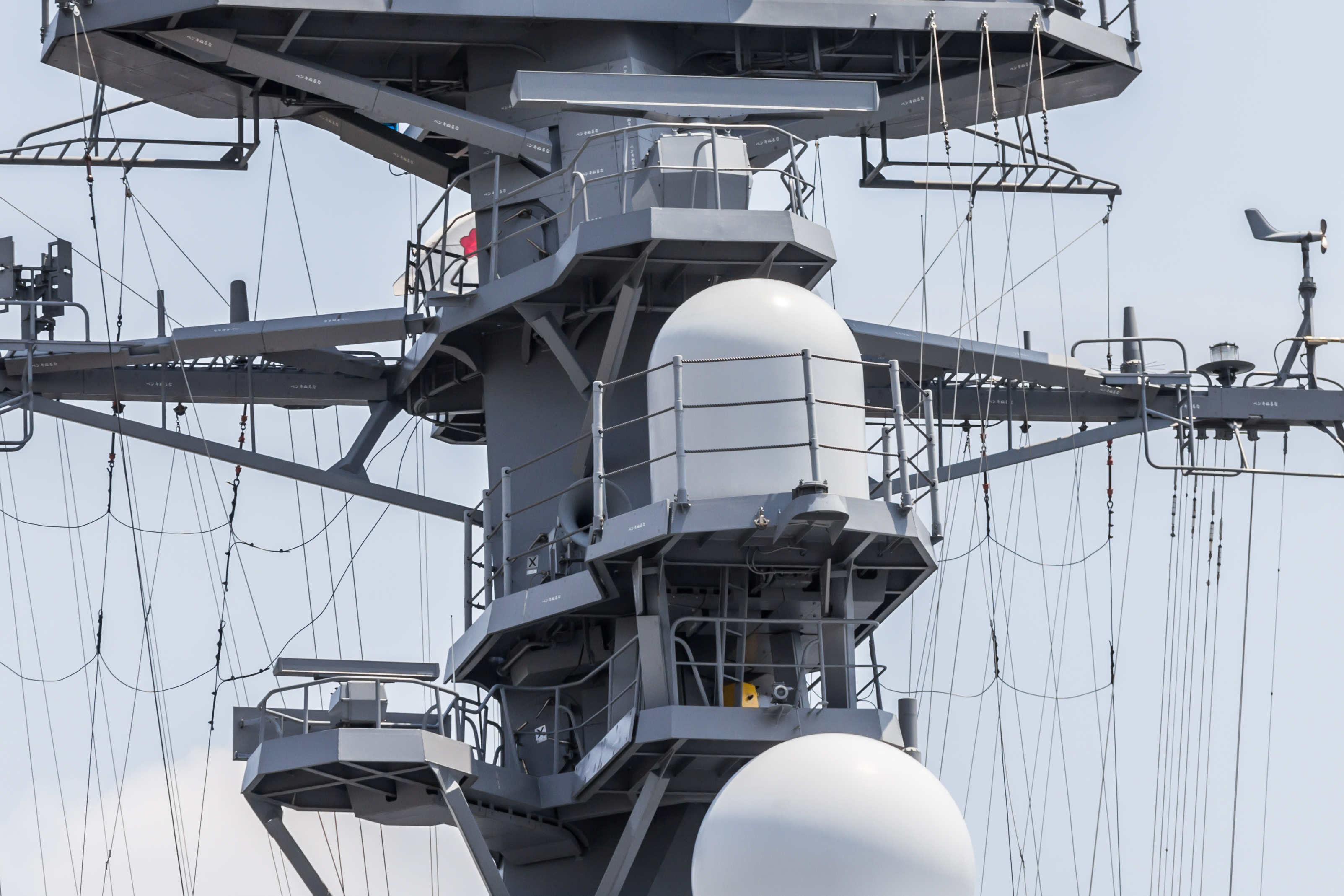
OPS-20CとORQ-1C-2

対水上捜索レーダーとしては、ひゅうが型と同様にOPS-20Cを搭載する。これは、従来航海レーダーとして用いられていたものを強化したもので、マスト中段フラットのメイン・アンテナ、その左下のサブ・アンテナの2つの空中線により構成されている。
また本型では、艦砲として62口径5インチ単装砲（Mk.45 mod.4 5インチ砲）が採用された。これは海上自衛隊では14DDGで装備化されたもので、10DDで搭載されていた54口径127mm単装速射砲（127mmコンパット砲）と比べると発射速度は低いが、より長い射程を備えている。FCS-3Aによる射撃指揮をうけるが、レーダー照準射撃だけでなく、電子光学照準器による光学照準射撃も可能である。
艦対艦ミサイルとしては、第2世代DDの標準であった90式艦対艦誘導弾（SSM-1B）が踏襲されており、4連装発射筒2基に収容されて搭載される。発射管制用の艦上装置として、艦対艦ミサイル艦上装置2型（SSMS-2B）が搭載されている。

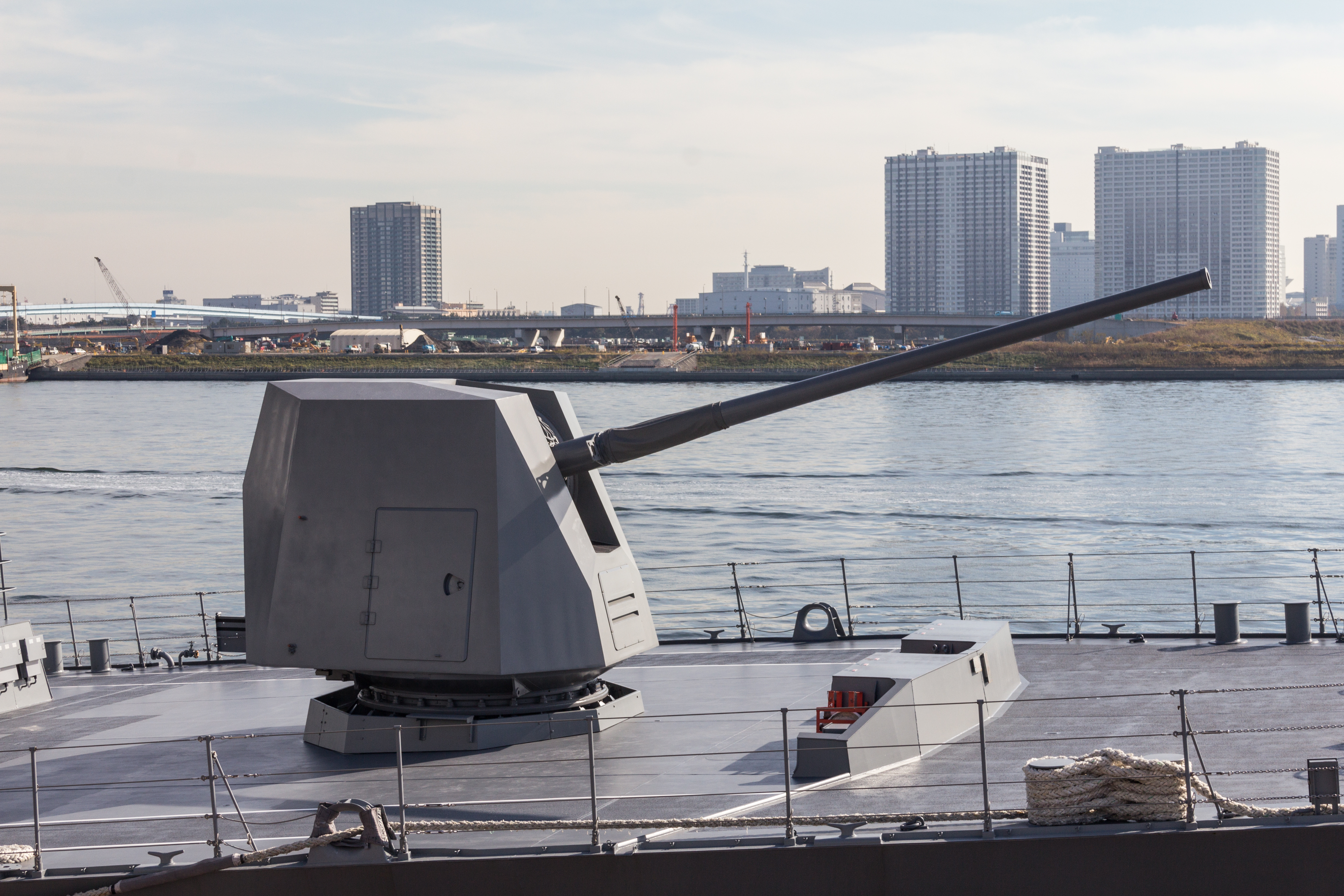
62口径5インチ単装砲
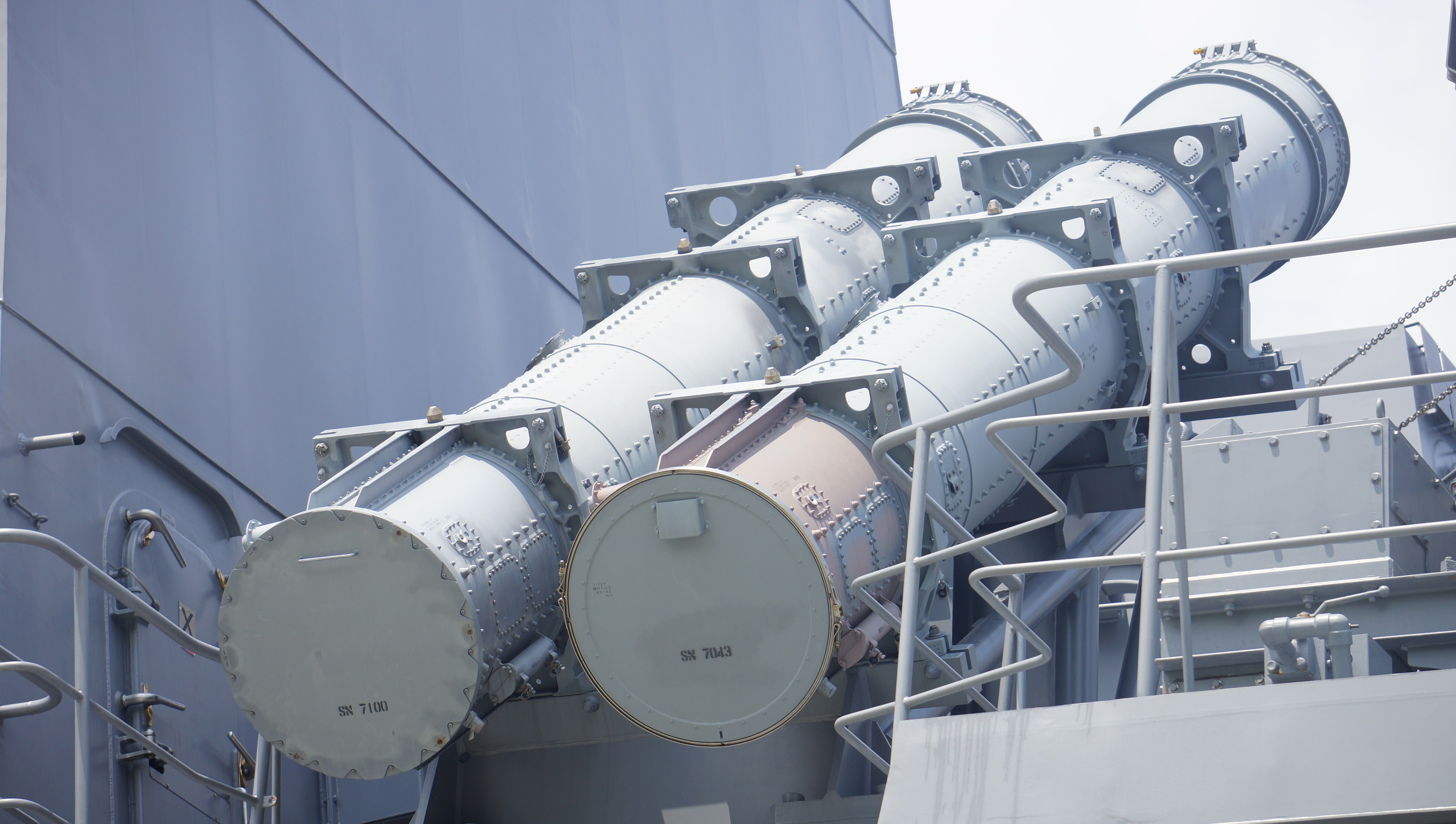
90式艦対艦誘導弾 発射筒

### 電子戦

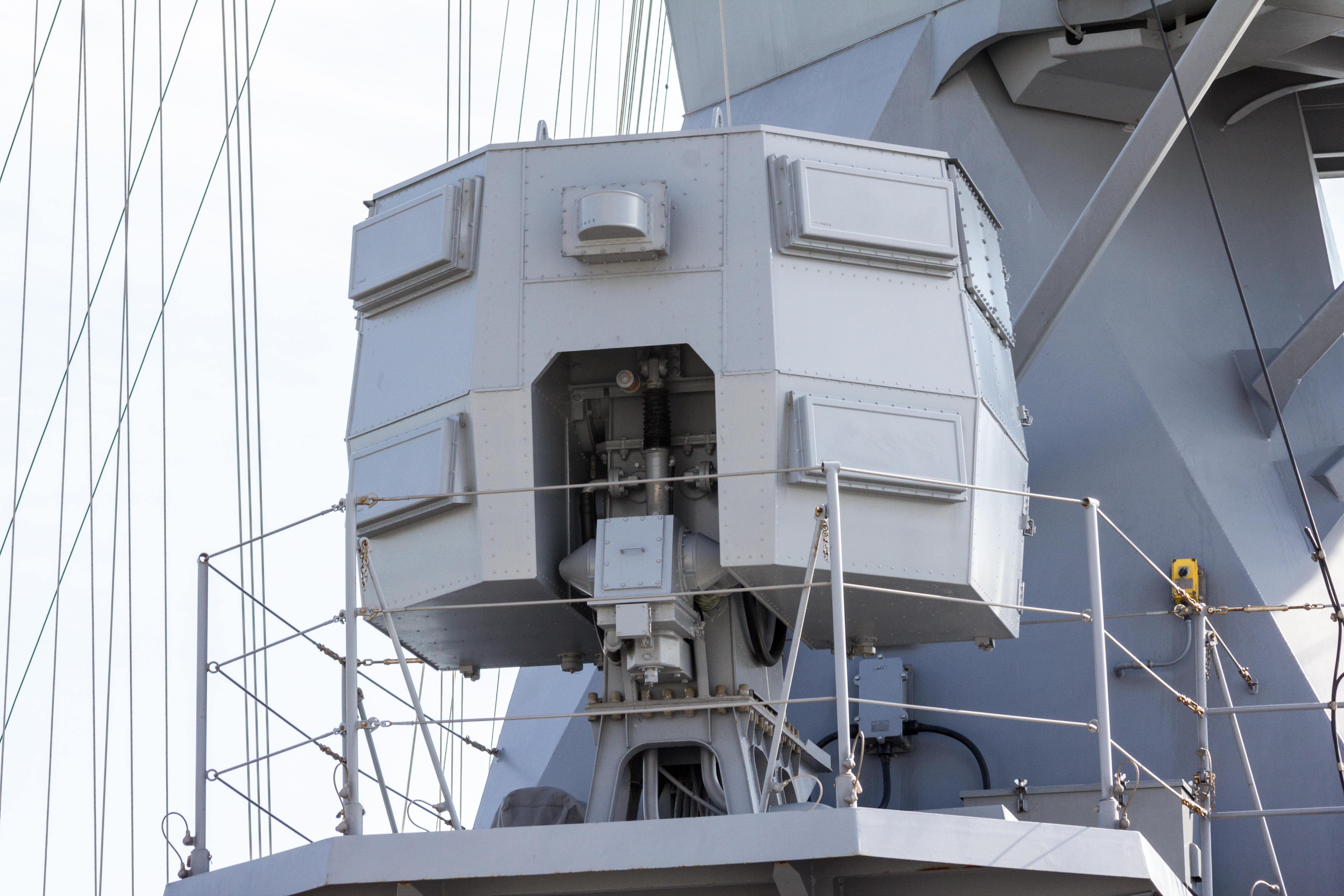
NOLQ-3D（電波妨害部分）

電子戦装置としては、第2世代DDで標準装備となっているNOLQ-3電波探知妨害装置シリーズの最新バージョンであるNOLQ-3Dが搭載される。これはデジタル化など最新の信号処理技術を適用し、特に受信系については、従来のチャネライズド受信機をデジタル化することで感度向上をはかるとともに、探知距離の延伸を実現している。また方向探知の方式は、従来の振幅比較方式に対して位相差方式に変更し、精度向上を図っている。
なお、デコイ発射機としては、従来通りのMk.137 6連装発射機×4基を用いたMk.36 mod.6が搭載されている。

### 航空機

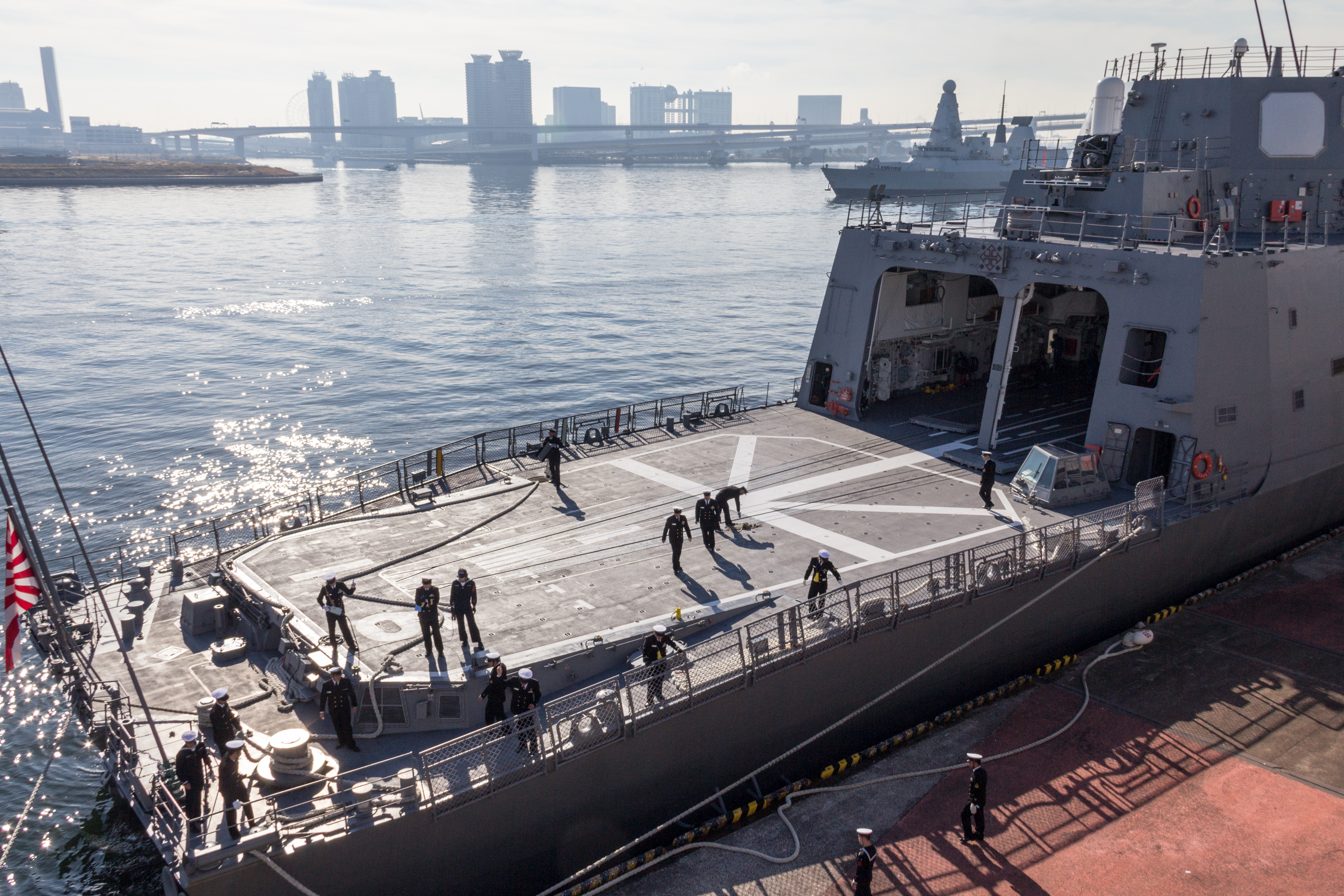
格納庫とヘリ甲板

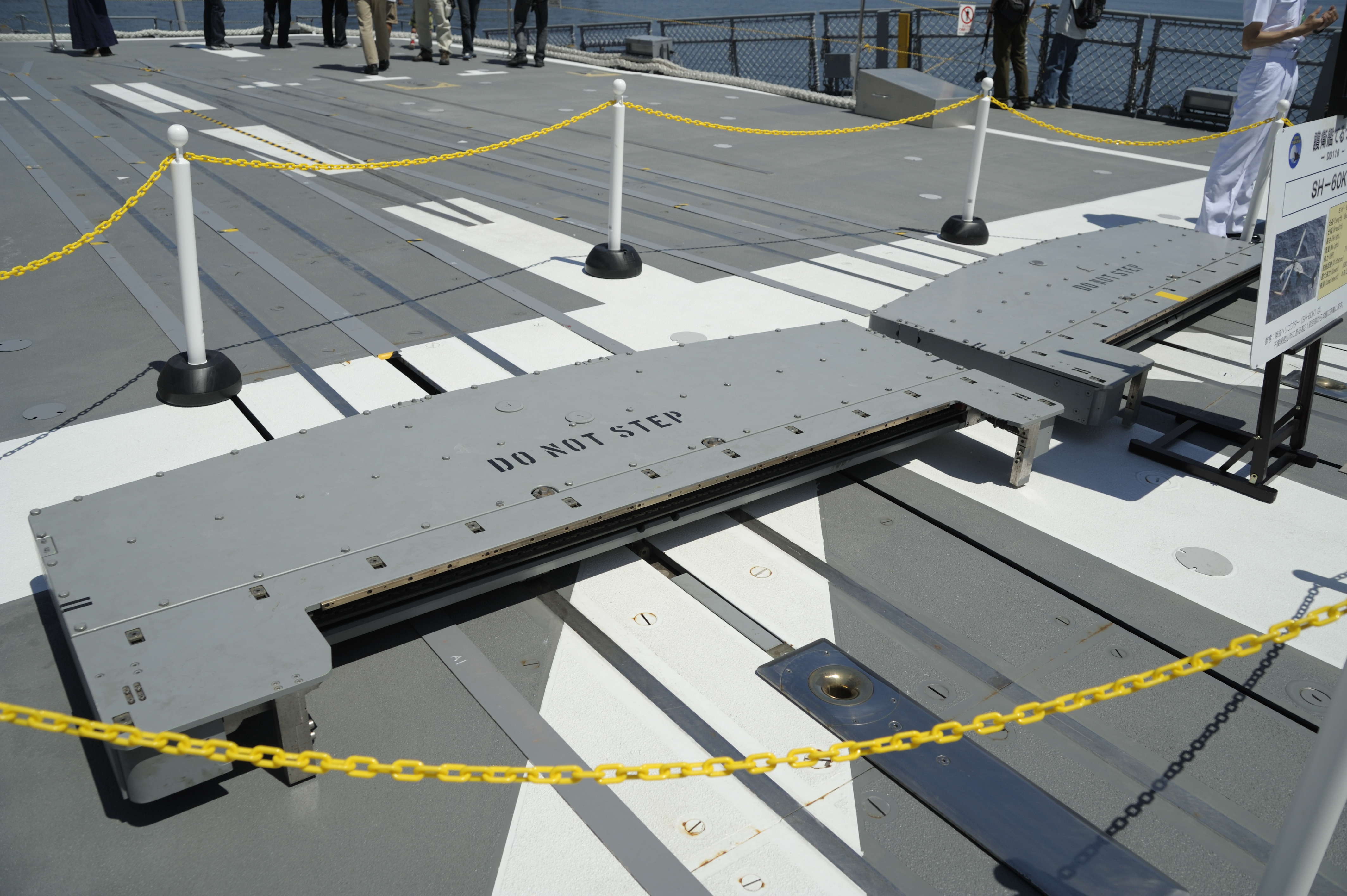
RAST Mk.6

哨戒ヘリコプター（SH-60JまたはSH-60K）は常用1機だが、ハンガーはたかなみ型より拡大されており、哨戒ヘリコプターであれば2機、MCH-101掃海・輸送ヘリコプターであれば1機に対応可能とされている。SH-60Kと母艦との間のデータ通信は、ORQ-1C-2ヘリコプター・データリンク（TACLINK）により行われる。
また、着艦拘束装置は、たかなみ型のE-RAST（Expendable-Recovery, Assist, Secure and Traverse）から、これを発展させたRAST Mk.6の2基2条装備方式とされ、手動機体移動を必要としない2機運用が可能となった。RAST Mk.6は、従来のベアトラップやRASTと同様の着艦機拘束機能に加えて、RSD（Rapid Securing Device）自体にヘリコプターのセンタリング・ストレートニング機能を備えていることから、複雑な操作が不要で、拘束から移送までの操作を一人で実施できるのが特徴である。
なお、SH-60Kには着艦誘導支援装置（SLAS）が装備されており、本来は本型がSLAS対応護衛艦の1号艦として予定されていた（ひゅうが型DDHは広大な全通甲板を備えているためSLASを必要としなかった）が、予算上の制約のため、結局、SLASの艦載部分は搭載されていない。ただし、後日装備に備えて、機器用のフラットなどは用意されている。

## 比較表
|          |            | あさひ型                                           | あきづき型                                         | たかなみ型                                         | むらさめ型                                        | あさぎり型                                        | はつゆき型                                        |
| -------- | ---------- | -------------------------------------------------- | -------------------------------------------------- | -------------------------------------------------- | ------------------------------------------------- | ------------------------------------------------- | ------------------------------------------------- |
| 世代     | 世代       | 第2世代                                            | 第2世代                                            | 第2世代                                            | 第2世代                                           | 第1世代                                           | 第1世代                                           |
| 船体     | 基準排水量 | 5,100 t                                            | 5,050 t                                            | 4,650 t                                            | 4,550 t                                           | 3,500 t                                           | 2,950 t                                           |
| 船体     | 満載排水量 | 6,800 t                                            | 6,800 t                                            | 6,300 t                                            | 6,100 t                                           | 4,900 t                                           | 4,000 t                                           |
| 船体     | 全長       | 151 m                                              | 150.5 m                                            | 151 m                                              | 151 m                                             | 137 m                                             | 130 m                                             |
| 船体     | 全幅       | 18.3 m                                             | 18.3 m                                             | 17.4 m                                             | 17.4 m                                            | 14.6 m                                            | 13.6 m                                            |
| 機関     | 方式       | COGLAG                                             | COGAG                                              | COGAG                                              | COGAG                                             | COGAG                                             | COGOG                                             |
| 機関     | 出力       | 62,500 ps                                          | 64,000 ps                                          | 60,000 ps                                          | 60,000 ps                                         | 54,000 ps                                         | 45,000 ps                                         |
| 機関     | 速力       | 30 kt                                              | 30 kt                                              | 30 kt                                              | 30 kt                                             | 30 kt                                             | 30 kt                                             |
| 兵装     | 砲熕       | 62口径5インチ砲×1基                                | 62口径5インチ砲×1基                                | 54口径127mm砲×1基                                  | 62口径76mm砲×1基                                  | 62口径76mm砲×1基                                  | 62口径76mm砲×1基                                  |
| 兵装     | 砲熕       | 高性能20mm機関砲×2基                               |                                                    |                                                    |                                                   |                                                   |                                                   |
| 兵装     | ミサイル   | Mk.41 VLS×32セル (ESSM / シースパロー, 07式 / VLA) | Mk.41 VLS×32セル (ESSM / シースパロー, 07式 / VLA) | Mk.41 VLS×32セル (ESSM / シースパロー, 07式 / VLA) | Mk.48 VLS×16セル (ESSM)                           | GMLS-3 / Mk.29 8連装発射機×1基 (シースパロー)     | GMLS-3 / Mk.29 8連装発射機×1基 (シースパロー)     |
| 兵装     | ミサイル   | Mk.41 VLS×32セル (ESSM / シースパロー, 07式 / VLA) | Mk.41 VLS×32セル (ESSM / シースパロー, 07式 / VLA) | Mk.41 VLS×32セル (ESSM / シースパロー, 07式 / VLA) | Mk.41 VLS×16セル (VLA)                            | 74式8連装発射機×1基 (アスロック)                  | 74式8連装発射機×1基 (アスロック)                  |
| 兵装     | ミサイル   | 90式4連装発射筒×2基                                | 90式4連装発射筒×2基                                | 90式4連装発射筒×2基                                | 90式4連装発射筒×2基                               | ハープーン4連装発射筒×2基                         | ハープーン4連装発射筒×2基                         |
| 兵装     | 水雷       | 3連装短魚雷発射管×2基 (12式 / 97式 / Mk46 / 73式)  | 3連装短魚雷発射管×2基 (12式 / 97式 / Mk46 / 73式)  | 3連装短魚雷発射管×2基 (12式 / 97式 / Mk46 / 73式)  | 3連装短魚雷発射管×2基 (12式 / 97式 / Mk46 / 73式) | 3連装短魚雷発射管×2基 (12式 / 97式 / Mk46 / 73式) | 3連装短魚雷発射管×2基 (12式 / 97式 / Mk46 / 73式) |
| 艦載機   | 艦載機     | SH-60K×1機                                         | SH-60J / K×1機                                     | SH-60J / K×1機                                     | SH-60J / K×1機                                    | SH-60J / K / HSS-2B×1機                           | SH-60J / HSS-2B×1機                               |
| 同型艦数 | 同型艦数   | 2隻                                                | 4隻                                                | 5隻                                                | 9隻                                               | 8隻                                               | 12隻（退役）                                      |

## 同型艦

### 一覧表
| 艦番号 | 艦名     | 建造                  | 起工                        | 進水                         | 竣工                        | 所属                                |
| ------ | -------- | --------------------- | --------------------------- | ---------------------------- | --------------------------- | ----------------------------------- |
| DD-115 | あきづき | 三菱重工業 長崎造船所 | 2009年 （平成21年） 7月17日 | 2010年 （平成22年） 10月13日 | 2012年 （平成24年） 3月14日 | 第1護衛隊群第5護衛隊 （佐世保基地） |
| DD-116 | てるづき | 三菱重工業 長崎造船所 | 2010年 （平成22年） 6月2日  | 2011年 （平成23年） 9月15日  | 2013年 （平成25年） 3月7日  | 第2護衛隊群第6護衛隊 （横須賀基地） |
| DD-117 | すずつき | 三菱重工業 長崎造船所 | 2011年 （平成23年） 5月18日 | 2012年 （平成24年） 10月17日 | 2014年 （平成26年） 3月12日 | 第4護衛隊群第8護衛隊 （佐世保基地） |
| DD-118 | ふゆづき | 三井造船 玉野事業所   | 2011年 （平成23年） 6月14日 | 2012年 （平成24年） 8月22日  | 2014年 （平成26年） 3月13日 | 第3護衛隊群第3護衛隊 （舞鶴基地）   |

### 運用史
本型は、ミサイル防衛対応を重視したミサイル護衛艦（DDG）を中心とする隊（DDGグループ、第3・5・6・8護衛隊）に1隻ずつ編入し運用する。これはBMDを行うこんごう型DDGを僚艦防空することを主務とする本艦型の配置であり、BMDを実施する際にはこんごう型DDG1艦につきあきづき型DD1艦が防空する。
なお、近年の部隊改編に伴い、第3、7護衛隊のみは編成艦が舞鶴と大湊に分散されたままであったが、2016年に再度改編が行われ、現在の第3護衛隊は全て舞鶴所属艦、第7護衛隊は同じく大湊所属艦で構成される。そのため、第3護衛隊にはDDGが2隻とDDH、あきづき型DD、第7護衛隊には従来型DDのみ4隻と、変則的な配置となっている。ゆえに、第3、7護衛隊は正確には他隊のようなDDGグループとDDHグループに別れていない。（2016年の改編までは、第3護衛隊がDDHグループ、第7護衛隊がDDGグループとして、所在基地の枠を越えて編成されていた）これは、所在基地の便宜を図った措置であり、実際の任務行動においては、隊の枠を越えて艦隊が編成されるものと思われる。

## 登場作品

### 映画
『シン・ウルトラマン』
「てるづき」が登場。横須賀基地を襲撃したにせウルトラマンを主砲及び対艦ミサイルで攻撃するが、通用せずに終わる。
『シン・ゴジラ』
「てるづき」が登場。相模湾などの太平洋上でゴジラの捜索を行う。

### アニメ・漫画
『オメガ7』
第5巻に「すずつき」が登場。尖閣諸島へ侵攻する中国海軍の艦隊を迎撃し、中国海軍が発射したモスキート対艦ミサイルを1発被弾してしまうが、不発だったので損害は軽微に終わり、そのまま戦闘を続行する。
『学園黙示録 HIGHSCHOOL OF THE DEAD』
第7巻に架空の6番艦「DD-120」が登場。「奴ら」の脅威にさらされた民間人救出のため、架空のいずも型護衛艦「あかぎ」や民間船とともに床主湾に展開する。
『空母いぶき』
第1話に「てるづき」が登場。尖閣諸島上陸事件にて、あたご型護衛艦「あたご」とともに魚釣島近辺へ調査目的で派遣されるが、中国海軍空母「遼寧」の艦載機である殲15より威嚇爆撃を受ける。
『ゴジラ S.P ＜シンギュラポイント＞』
第6話に「てるづき」が登場。こんごう型護衛艦「きりしま」およびあさひ型護衛艦「あさひ」とともに浦賀水道へと災害派遣され、東京湾内を目指すマンダの群れに艦砲射撃を加え7体以上を撃破。その際に、マンダを追うゴジラアクアティリスと遭遇している。
『ハイスクール・フリート』
東舞鶴男子海洋学校（東舞校）の教員艦として、旗艦「あおつき」をはじめとする複数の艦が登場。第5話にて横須賀女子海洋学校の超大型直接教育艦「武蔵」と交戦するが、武蔵の砲撃により全艦が航行不能にされる。
『劇場版 ハイスクール・フリート』
海上の安全を守る組織「ホワイトドルフィン」の作戦艦艇として数隻が登場する。

### 小説
『日中世界大戦』
「あきづき」と「てるづき」が登場。空母回航の護衛のためヨーロッパへ派遣され、「てるづき」が喜望峰沖合で中国海軍潜水艦の魚雷から空母「あかぎ」を身を挺して守り撃沈される。
『日本国召喚』
「すずつき」が登場。第3巻でパーパルディア皇国皇軍の戦列艦やワイバーンロードを主砲で攻撃する。第5巻ではグラ・バルカス帝国本国艦隊第52地方隊に対し、第4護衛隊群の僚艦とともに90式艦対艦誘導弾を発射する。漫画版でも「すずつき」が第2巻に登場し、ロウリア王国海軍の木造帆船を主砲で攻撃している。
『日本有事「鎮西2019」作戦発動!』
「てるづき」が登場。大正島の周辺海域で警戒にあたっており、攻撃を仕掛けてくる中国軍の航空機を迎撃する。

### その他
『ウェポン・フロントライン 海上自衛隊 イージス 日本を護る最強の盾』
「てるづき」が登場。海上自衛隊の全面協力で実物の取材が行われており、対空・対潜戦闘においてESSMやアスロックを発射するまでの細かい手順や、その時のCICの様子などが映されている。

### ゲーム
『Modern Warships』
2024年6月のバトルパス艦として「あきづき」が登場